# Diadegma adelungi
Diadegma adelungi là một loài tò vò trong họ Ichneumonidae.